# Hugh Jones (bispo)
Hugh Jones (1508–1574) foi o bispo de Llandaff.

## Vida
Jones descendia de uma família com esse nome de Gower, à qual também pertencia Sir Hugh Johnys de Llandimore. Ele foi educado na Universidade de Oxford, provavelmente em New Inn Hall, e conseguiu o grau de Bacharel em Direito Civil em 24 de julho de 1541, sendo então descrito como 'capelão'. Em 4 de janeiro de 1557 foi instituído no vicariato de Banwell, Somerset. Em 1560 ele havia retornado ao País de Gales, e nessa data era prebendário de Llandaff e reitor de Tredunnock na mesma diocese.
Em 17 de abril de 1567 ele foi, por recomendação do arcebispo Parker, eleito bispo de Llandaff. A sé estava muito empobrecida, e Jones foi, como Godwin observou, o primeiro galês a ser escolhido num espaço de trezentos anos. Ele morreu em Mathern, Monmouthshire, em novembro de 1574, e foi enterrado no dia 15 do mesmo mês na sua igreja. Ele casou-se com Anne Henson, com quem teve várias filhas.